# MSG Prime Minister's Cup 2023
La MSG Prime Minister's Cup 2023 fue la novena edición de dicha competición y se celebró del 8 al 15 de octubre de 2023. Nueva Caledonia fue sede de la competición y los partidos se jugaron en el Estadio Numa-Daly Magenta de Numea y en el Stade Yoshida en Koné.
Papúa Nueva Guinea son las actuales campeonas tras ganar la edición de 2023 del torneo. El competidor habitual Fiyi no participó en el torneo para centrarse en los Juegos del Pacífico de 2023.
Islas Salomón ganó la competición y consiguió su segundo título.

## Formato
Los cuatro equipos se enfrentaron entre sí en una sola ronda en el sistema de todos contra todos y el equipo que acumuló más puntos fue el campeón. Se jugaron un total de 6 partidos en tres fechas.

## Clasificación
| Equipo             | Pts | PJ | PG | PE | PP | GF | GC | Dif |
| ------------------ | --- | -- | -- | -- | -- | -- | -- | --- |
| Islas Salomón      | 9   | 3  | 3  | 0  | 0  | 5  | 1  | +4  |
| Nueva Caledonia    | 6   | 3  | 2  | 0  | 1  | 7  | 2  | +5  |
| Vanuatu            | 3   | 3  | 1  | 0  | 2  | 1  | 5  | -4  |
| Papúa Nueva Guinea | 0   | 3  | 0  | 0  | 3  | 2  | 7  | -5  |

## Fixture
- La hora de cada encuentro corresponde al huso horario correspondiente a Vanuatu (UTC+11:00).

| Fecha                        | Lugar |                    |                               | Resultado |                            |                 |
| ---------------------------- | ----- | ------------------ | ----------------------------- | --------- | -------------------------- | --------------- |
| 8 de octubre de 2023, 14:00  | Numea | Papúa Nueva Guinea | Bandera de Papúa Nueva Guinea | 1:3       | Bandera de Islas Salomón   | Islas Salomón   |
| 8 de octubre de 2023, 17:00  | Numea | Nueva Caledonia    | Bandera de Nueva Caledonia    | 4:0       | Bandera de Vanuatu         | Vanuatu         |
| 11 de octubre de 2023, 13:00 | Koné  | Islas Salomón      | Bandera de Islas Salomón      | 1:0       | Bandera de Vanuatu         | Vanuatu         |
| 11 de octubre de 2023, 16:00 | Koné  | Papúa Nueva Guinea | Bandera de Papúa Nueva Guinea | 1:3       | Bandera de Nueva Caledonia | Nueva Caledonia |
| 14 de octubre de 2023, 14:00 | Numea | Papúa Nueva Guinea | Bandera de Papúa Nueva Guinea | 0:1       | Bandera de Vanuatu         | Vanuatu         |
| 14 de octubre de 2023, 17:00 | Numea | Islas Salomón      | Bandera de Islas Salomón      | 1:0       | Bandera de Nueva Caledonia | Nueva Caledonia |

## Goleadores
| Jugador         | Selección          | Goles |
| --------------- | ------------------ | ----- |
| Raphael Lea'i   | Islas Salomón      | 4     |
| Pierre Bako     | Nueva Caledonia    | 1     |
| Roberto Neoere  | Nueva Caledonia    | 1     |
| Willy Read      | Nueva Caledonia    | 1     |
| Gerard Waia     | Nueva Caledonia    | 1     |
| Pierre Wawia    | Nueva Caledonia    | 1     |
| Shene Wélépane  | Nueva Caledonia    | 1     |
| Makalu Xowi     | Nueva Caledonia    | 1     |
| Tommy Semmy     | Papúa Nueva Guinea | 1     |
| Raymond Gunemba | Papúa Nueva Guinea | 1     |
| Bobby Leslie    | Islas Salomón      | 1     |
| Barry Mansale   | Vanuatu            | 1     |